# VG Airlines
VG Airlines SA (ab August 2002 als Delsey Airlines firmierend) war eine kurzlebige  belgische Fluggesellschaft. Das Unternehmen hat seinen Betrieb im Oktober 2002 eingestellt.

## Geschichte
Die Fluggesellschaft wurde Anfang 2002 von Freddy Van Gaever in Antwerpen gegründet, der zuvor unter anderem als Geschäftsführer bei den Fluglinien European Air Transport (EAT) und VLM Airlines tätig war.
Neben Van Gaever besaß der belgische Unternehmer Antonius Gram, der Eigentümer des Kofferproduzenten Delsey, eine Beteiligung an der Gesellschaft. VG Airlines erwarb die Linienrechte für einige von Brüssel ausgehende Routen in die USA, die zuvor von der insolventen Sabena bedient worden waren. Das Unternehmen leaste im Frühjahr 2002 drei Flugzeuge des Typs Airbus A330. Bis zur Aufnahme des eigenen Linienflugbetriebs wurden die Maschinen im Auftrag von Air Holland auf Charterflügen eingesetzt. Am 23. Mai 2002 erfolgte die Aufnahme des Linienverkehrs vom Flughafen Brüssel-Zaventem nach New York.
Als weitere transatlantische Ziele wurden Boston (ab dem 20. Juni) und Los Angeles (ab dem 30. Juni) von Brüssel aus angeflogen. Parallel dazu hatte VG Airlines einen Kooperationsvertrag mit Armenian Airlines abgeschlossen und richtete gemeinsam mit dieser eine Verlängerung der Los Angeles-Route über Brüssel zum Flughafen Jerewan in Armenien ein.
Bereits Anfang Sommer 2002 geriet VG Airlines in wirtschaftliche Schwierigkeiten. Aufgrund von Problemen mit dem amerikanischen Buchungssystem waren die Rückflüge aus den USA zum Teil nur zu 25 Prozent ausgelastet. Zudem bestanden offene Forderungen gegenüber der Air Holland, die ihre in Anspruch genommenen Charterleistungen aufgrund der eigenen Finanzsituation nicht zahlen konnte. Um die drohende Insolvenz der VG Airlines abzuwenden, investierte Antonius Gram zusätzliches Kapital und übernahm die Fluggesellschaft am 8. August 2002 gänzlich. Das Unternehmen wurde daraufhin noch im selben Monat zur Delsey Airlines umfirmiert. Die Gesellschaft blieb weiterhin unrentabel. Am 24. Oktober 2002 stellte sie den Flugbetrieb aus wirtschaftlichen Gründen ein. Delsey Airlines wurde am 5. November 2002 für insolvent erklärt.

## Flotte
- 3 Airbus A330-200 (Zwei Maschinen wurden bis zur Betriebseinstellung in Farben der VG Airlines genutzt, ein Flugzeug war bereits bei Indienststellung in Farben der Delsey Airlines lackiert.)